# Combat Mission (seria)
Combat Mission – seria komputerowych strategicznych gier turowych, stworzonych przez studio Battlefront.com. Większość gier z serii jest osadzone w realiach II wojny światowej. Stanowią połączenie strategii turowej z symulacją w czasie rzeczywistym.
W grach tury są podzielone na dwie fazy: planowanie i wykonanie rozkazów. W pierwszej fazie gracz planuje ruch bądź atak jednostek, zaś druga, odbywająca się w czasie rzeczywistym, to wykonanie wydanych wcześniej rozkazów przez sztuczną inteligencję.
Gry z serii:
- Combat Mission: Beyond Overlord (2000)
- Combat Mission: Barbarossa to Berlin (2002)
- Combat Mission: Afrika Korps (2004)
- Combat Mission: Shock Force (2007)
- Combat Mission: Afghanistan (2010)
- Combat Mission: Battle for Normandy (2011)
- Combat Mission: Fortress Italy (2012)
- Combat Mission: Red Thunder (2014)
- Combat Mission: Black Sea (2015)
- Combat Mission: Final Blitzkrieg (2016)
- Combat Mission: Shock Force 2 (2018)
- Combat Mission: Cold War (2021)[2]